# Mamfe
Mamfe är en ort i Kamerun.   Den ligger i regionen Sydvästra regionen, i den västra delen av landet, 300 km nordväst om huvudstaden Yaoundé. Mamfe ligger 93 meter över havet och antalet invånare är 19 472.
Terrängen runt Mamfe är platt åt sydväst, men åt nordost är den kuperad. Trakten runt Mamfe är ganska glesbefolkad, med 42 invånare per kvadratkilometer. Det finns inga andra samhällen i närheten. I omgivningarna runt Mamfe växer i huvudsak städsegrön lövskog.